# Strigolniki
Strigolniki (edn. Strigólnik, rusko cтригольник, strigoljnik) so bili pripadniki ruske verske sekte sredi 14. stoletja in v prvi polovici 15. stoletja. Sekta je bila ustanovljena v Pskovu, od koder se je razširila v Novgorod in Tver.
Izvor njihovega imena je nejasen. Nekateri zgodovinarji menijo, da je povezano s poklicom, s katerimi so se ukvarjali prvi strigolniki, kot je striženje in friziranje. Drugi menijo, da ime izvira iz iniciacijskega obreda, posebnega striženja ali strižke, ki ga izvajal diakon po imenu Karp, skupaj z diakonom Nikito domnevni ustanovitelj sekte. Treji menijo, da bi ime lahko pomenilo, da niso puščali brade ampak so jo postrigli, preden so vstopili v cerkev.
Aktivni pripadniki sekte so bili trgovci in nižja duhovščina. Odpovedali so se vsakršni cerkveni hierarhiji in meništvu, zakramentom, ki jih je opravljala pravoslavna duhovščina - duhovništvu, obhajilu, pokori in krstu, ki so jih spremljali visoki honorarji, po njihovem mnenju izsiljevanja v korist duhovščine. Strigolniki so kritizirali in razkrivali podkupljivost, pregrehe in nevednost duhovnikov ter zahtevali pravico do verske pridige za laike. Njihove pridige so bile polne socialnih motivov: bogatim so očitali zasužnjevanje svobodnih in revnih.

## Prepričanja
Kar nekaj razprav o tem, ali so bili trigolniki heretiki, meni, da so bili predprotestantsko gibanje znotraj pravoslavja, podobni lolardom ali husitom ali zgolj nasprotniki duhovščine. Strigolniki naj bi imeli tudi ikonoklastične težnje, čeprav ni jasno, ali so nasprotovali rabi ikon ali ne. Bolj jasno je, da so nastopali proti meništvu. Nasprotovali so pravoslavni cerkvi in niso priznavali njenih škofov in duhovnikov, odklanjali obiskovanje cerkva in se namesto tega zbirali na ločenih srečanjih. Znani so bili tudi po tem, da so kritizirali pravoslavne duhovnike in jih imenovali »pijanci«.
Karetnikova je menila, da so bili strigolniki odgovor na spremembe v pravoslavni cerkvi. Od obredja so se želeli vrniti k preprostosti novozaveznega krščanstva, poudarjali duhovni pomen zakramentov in svoje poglede utemeljevali  predvsem s Svetim pismom. Petruško je trdil tudi to, da so bili v odnosu do Cerkve in cerkvene hierarhije, nekoliko podobni bogomilom in katarom. Sodeč po dejstvu, da je bil Fotij prepričan, da je strigolnike mogoče vrniti v Cerkev, njihovo nestrinjanje s pravoslavno dogmo očitno ni bilo tako dramatično kot herezija judovstva.

## Zgodovina
Dekan Karp je veliko strigolnikov odkril v Pskovu, od koder so pobegnili v Novgorod, da bi se izognili preganjanju. Nekateri poznavalci trdijo, da je novgorodski nadškof Vasilij Kalika (1330–1352) ignoriral krivoverstvo, njegova naslednika Mojzej (1325–1330; 1352–1359) in Aleksej (1359–1388) pa sta sprejela odločne ukrepe proti krivovercem. Leta 1375 so razjarjeni Novgorodčani vrgli tri heretike z mostu v reko Volhov. Od leta 1382 je sekti nasprotoval tudi suzdalski nadškof Dionizij.
Nauki strigolnikov je kljub temu živeli naprej. Razširili so se predvsem v Novgorodu, Pskovu in Tverju, kjer sta škofa Fjodor Dobri in Jevfimij Vislen podprla njihovo gibanje. V zgodnjem 15. stoletju je Fotij, metropolit Kijeva in vse Rusije, obsodil nauk strigolnikov.
V 15. stoletju so izginili zaradi preganjanj. Zadnjič so bili omenjeni leta 1487.